# Капанец, Олег Николаевич
Оле́г Никола́евич Капане́ц (род. 26 мая 1963, Москва) — российский киноактёр, режиссёр кино, сценарист и кинопродюсер.

## Биография
Олег Капанец родился 26 мая 1963 года. В 1985 году окончил факультет международных экономических отношений Московского финансового института. По окончании вуза работал инженером, в 1987—1990 — ведущим экономистом валютно-финансового отдела Всероссийского хозрасчётного внешнеторгового объединения при Совете министров РСФСР. В 1990 году основал фирму «Ковсаг».
С 1992 года занимается производством полнометражных художественных фильмов в России и США. Один из продюсеров российско-германского фильма «Красный змей». Президент компании «Кремлин Филмз». Член Союза кинематографистов России с 2000 года и Гильдии продюсеров России с 1997 года. Сценарист картины «Зеркальные войны. Отражение первое». Известен продюсированием фильма «Лев Яшин. Вратарь моей мечты», который изначально должен был сниматься без бюджетного финансирования, а впоследствии, получив безвозвратную финансовую поддержку Министерства культуры РФ, вызвал недовольство министра Владимира Мединского ввиду задержки производства. Представлял фильм на ряде мероприятий в России и за рубежом.
Планирует снять фильм о советском хоккейном тренере Аркадии Чернышёве, чтобы показать его в качестве равноправного партнёра Анатолия Тарасова у руля сборной СССР.
Номинант профессионального кинематографического приза «Ника» по разделу «Лучший игровой фильм» в 1997 году («Летние люди»).

## Фильмография

### Актёр
- 1995 — Священный груз (США) — Леон
- 2003 — Красный змей — Олег Дански, боец «Альфы»
- 2005 — Зеркальные войны. Отражение первое — агент «Соболь»
- 2013 — Гагарин. Первый в космосе — начальник лётного училища
- 2019 — Лев Яшин. Вратарь моей мечты — Иван Станкевич, 2-й тренер «Динамо»

### Сценарист
- 2005 — Зеркальные войны. Отражение первое
- 2013 — Гагарин. Первый в космосе
- 2019 — Лев Яшин. Вратарь моей мечты

### Продюсер
- 1993 — Русский регтайм
- 1995 — Летние люди
- 1995 — Священный груз (США)
- 1999 — Мумия: Древнее зло
- 2003 — Красный змей
- 2005 — Зеркальные войны. Отражение первое
- 2013 — Гагарин. Первый в космосе
- 2017 — Президентский протокол (документальный)
- 2019 — Лев Яшин. Вратарь моей мечты